# Deutscher Spiele Preis
Deutscher Spiele Preis is een prijs voor een spel die in Duitsland wordt uitgereikt.
In Duitsland zijn er twee grote spellenprijzen: Spiel des Jahres & Deutscher Spiele Preis. De Deutscher Spiele Preis wordt het meest gewaardeerd door de fanatieke spellenspelers. De winnaar wordt bepaald door redactieleden van spellentijdschriften, de lezers van deze tijdschriften en journalisten. Bij deze prijs komt het dus wat minder vaak voor dat de familiespellen winnen.

## Winnaars
- 2022: Arche Nova
- 2021: Die verlorenen Ruinen von Arkak
- 2020: Die Crew
- 2019: Flügelschlag
- 2018: Azul
- 2017: Terraforming Mars
- 2016: Mombasa (The Game Master)
- 2015: Marco Polo (999 Games)
- 2014: Russian Railroads (999 Games)
- 2013: Terra Mystica (White Goblin Games)
- 2012: Het Dorp (999 Games)
- 2011: 7 Wonders (Repos Production)
- 2010: Fresko (Queen Games)
- 2009: Dominion (Hans im Glück, 999 Games)
- 2008: Agricola (Lookout Games)
- 2007: Die Säulen der Erde , in het Nederlands bekend onder de naam De kathedraal (Kosmos)
- 2006: Caylus (Ystari)
- 2005: Louis XIV (Alea)
- 2004: Sankt Petersburg (Hans im Glück)
- 2003: Amun-Re (Hans im Glück)
- 2002: Puerto Rico (Alea / Ravensburger)
- 2001: Carcassonne (Hans im Glück)
- 2000: Tadsch Mahal (Alea)
- 1999: Tikal (Ravensburger)
- 1998: Eufraat & Tigris (Hans im Glück)
- 1997: Löwenherz (GoldSieber)
- 1996: El Grande (Hans im Glück)
- 1995: Kolonisten van Catan (Kosmos)
- 1994: 6 nimmt! (Amigo)
- 1993: Modern Art (Hans im Glück)
- 1992: Der Fliegende Holländer (Parker)
- 1991: Labyrinth der Meister (Ravensburger)
- 1990: Adel Verpflichtet (FX Schmid)